# Horváth József (jogász)
Horváth József (Szombathely, 1964. február 23. –) magyar jogász, politikus, országgyűlési képviselő, az Országgyűlés jegyzője.

## Életpályája

### Iskolái
1982–1987 között az Eötvös Loránd Tudományegyetem Jogtudományi Karán tanult. 1990–1991 között emberi erőforrás menedzserképzésen vett részt. 1997–2000 között kommunikációs és emberi erőforrás képzésen vett részt. 2001-ben közszolgálati szakvizsgát tett. 2002–2004 között a Pázmány Péter Katolikus Egyetem Jog- és Államtudományi Karán európai jogi szakértő lett.

### Pályafutása
1986–1989 között a Komárom Megyei Tanács építési és vízügyi osztályának munkatársa volt. 1989–1990 között a tatai Magyary Zoltán Városi Művelődési Ház népművelője volt. 1999–2000 között a Színes Óvoda, Általános Iskola és Gimnázium pénzügyi és jogi tanácsadója volt. 2000–2006 között a Komárom-Esztergom Megyei Regionális Pénzügyi Hivatal igazgatója volt. 2006–2010 között a Magyar Államkincstár, Közép-magyarországi Regionális Igazgatóságának igazgatója volt. 2010–2011 között a Magyar Államkincstár főfelügyelője volt. 2012–2020 között a Nemzeti Közszolgálati Egyetem főtitkára volt.

### Politikai pályafutása
1988–1996 között az MDF tatai szervezetének alapító tagja volt. 1990–1991 között a Társadalmi szervezetek költségvetési támogatását koordináló bizottság elnöke volt. 1990–1994 között országgyűlési képviselő (Komárom-Esztergom megye) volt. 1990–1994 között az Országgyűlés jegyzője is volt. 1990–1994 között az Alkotmányügyi, törvényelőkészítő és igazságügyi bizottság tagja, 1994-ben alelnöke volt. 1994-ben és 1998-ban országgyűlési képviselőjelölt volt. 1994–1998 között Tatabánya alpolgármestere volt. 1996–2005 között az MDNP tagja, 1997–1998 között elnökségi tagja volt. 

## Családja
Szülei: Horváth Sándor és Soós Ilona. 1986-ban házasságot kötött Csatay Mónikával.

## Díjai
- A Magyar Érdemrend lovagkeresztje (2017)[3]
- Nagy Miklós-díj (2018)[4][5][6]